# Donald Markwell
 Donald John 'Don' Markwell, né le 19 avril 1959, est un chercheur et professeur australien en sciences sociales. Il est également président d'une université.  En février 2009, la fondation Rhodes a annoncé que le professeur Markwell succédait à Sir Colin Lucas comme responsable de la Rhodes House à l'université d'Oxford qui gère notamment la Bourse Rhodes.

## Biographie
Markwell a été formé à l'université du Queensland, puis, grâce à une bourse Rhodes obtenue en 1981 à l'Université d'Oxford puis à Princeton. Il a été enseignant au Merton College d'Oxford de 1986 à 1997, puis président du Trinity College de l'université de Melbourne de 1997 à 2007. Depuis 2007, il est vice-chancelier de l'université d'Australie-Occidentale.

## Recherche
Markwell travaille sur les relations internationales, la science politique, l'histoire de la pensée économique, la loi et l'éducation.
Son John Maynard Keynes and International Relations: Economic Paths to War and Peace a été largement cité dans ce qui a été appelé la « résurgence keynésienne de 2008-2009 » par son insistance sur la coopération internationale qui inclut la coordination des politiques économiques et le développement d'institutions économiques telles que le fonds monétaire international et la Banque mondiale.  Il s'est aussi intéressé dans ce livre aux causes économiques de la paix et aux moyens économiques de promouvoir la paix. De manière générale Markwell a beaucoup écrit sur John Maynard Keynes, et sur idealisme (relations internationales) spécialement sur les  idéalistes comme Sir Alfred Zimmern, Florence Stawell, et Keynes.  Les contributions de Markwell dans ce domaine s'inscrivent dans la tradition de Hedley Bull en lui ajoutant une partie portant sur les déterminants économiques d'un ordre dans la société internationale des États.
Les écrits de Markwell en science politique et dans le domaine des lois, sont plus particulièrement orientés vers le domaine constitutionnel  notamment : le fédéralisme, les conventions constitutionnelles dans le système de Westminster, monarchie et  république dans les pays du Commonwealth. Il a aussi étudié la consultation des juges de la Haute Cour d'Australie par des gouverneurs généraux comme Sir Samuel Griffith et Sir Edmund Barton Il a travaillé avec l'ancien gouverneur général Sir Zelman Cowen dans l'écriture du livre A public life: the memoirs of Zelman Cowen.
Markwell dans son livre « A large and liberal education » : higher education for the 21st century insiste sur la nécessité d'un large et équitable accès aux premiers cycles universitaires (liberal education), ainsi que sur la nécessité d'améliorer l'enseignement et l'apprentissage à l'université. Il croit à la valeur de l'enseignement supérieur  et de l'engagement des étudiants ainsi qu'à l'importance de la philanthropie dans ce domaine. 
En 2007-2009, Markwell a proposé une réforme significative des études à l'université de Western Australia